# Падура (озеро)
Па́дура (ест. Padura loik, Padura järv, Padura soo) — природне озеро в Естонії, у волості Ляене-Сааре повіту Сааремаа.

## Розташування
Падура належить до Західно-острівного суббасейну Західноестонського басейну.
Озеро лежить на північ від села Унімяе.

## Опис
Загальна площа озера становить 1,2 га. Довжина берегової лінії — 687 м.